# Blue Is the Colour
Blue Is the Colour(블루 이즈 더 컬러)는 잉글랜드 프리미어리그에서 런던 풀럼을 연고로 하는 축구클럽 첼시 FC의 공식 응원가이다.
"블루 이즈 더 컬러"는 1972년 리그 컵 결승전 진출을 기념하여 선수단이 직접 녹음하여 Origianl 싱글 앨범으로 발매되었으며 첼시의 첫 번째 공식 응원가로 지정되었으며 현재까지 첼시의 대표적 응원가로 불리고 있다.
Penny farthing 레코드사에서 발매한 이 싱글앨범은 UK 싱글 차트 5위까지 기록하며, 역사상 가장 성공한 풋볼 클럽 응원가로 기록되고 있으며, 최초로 선수단이 직접 녹음에 참여한 역사적 의미가 있는 응원가이다. (참고로 You'll Never Walk Alone는 1945년 미국 뮤지컬 회전목마의 곡이며 이후 리메이크 곡이 리버풀,아약스,도르트문트,셀틱의 응원가로 쓰이면서 유명해졌다.)
첼시의 "Blue is the colour" 이 응원가는 이후 다음의 구단에서 개작되어 응원가로 사용되고 있다.
- 핀란드 HJK헬싱키는 리메이크하여 공식응원가로 사용
- 캐나다 벤쿠버 화이트 캡스 1978년 white is the colour로 리메이크되어 공식응원가로 사용
- 캐나다 서스캐처원 러프라이더스 green is the colour로 리메이크되어 공식응원가로 사용

또 다른 유명응원가로 1997 FA컵 결승에서 불린 그레이엄 맥퍼슨의 블루 데이("Blue Day")는 UK 차트에서 22위를 기록하였다. 첼시의 팬인 가수 브라이언 애덤스는 자신의 앨범인 18 Til I Die에 첼시를 위해 "위 아 거너 윈"("We're Gonna Win")을 만들기도 하였다.
녹음참여자는 다음과 같다:
- Peter Osgood,David Webb, Paddy Mulligan, Peter Bonetti, Steve Kember, Eddit McCreadie, Tommy Baldwin, Charlie Cooke, Ron Harris, Marvin Hinton, John Hollins, Peter Houseman, Alan Hudson